# جامعة كلارك
جامعة كلارك (بالإنجليزية: Clark University)‏ جامعة أمريكية تأسست في 1887 وتقع في مدينة ورسستر بولاية ماساتشوستس.
من تلاميذها عالم الصواريخ والطيران روبرت جوددارد.